# Christiane Ayotte
Pour les articles homonymes, voir Ayotte.
 (juillet 2025).
Christiane Ayotte est une chimiste et chercheuse québécoise. Membre de nombreux comités scientifiques internationaux, elle est reconnue comme une importante figure de la lutte contre le dopage sportif,.
Diplômée d'un doctorat en chimie de l'Université de Montréal en 1983, elle devient professeure à l'Institut national de la recherche scientifique après y avoir effectué son stage postdoctoral. Depuis 1991, elle dirige le Laboratoire de contrôle du dopage sportif au centre de recherche INRS-Institut Armand-Frappier de Laval (Québec).
Radio-Canada lui décerne le titre de scientifique de l'année de Radio-Canada en 1999 pour son action au sein de la commission antidopage de la Fédération internationale d’athlétisme amateur.
Elle est lauréate du prix Hommage Jacques-Beauchamp en 2017, qui reconnaît sa contribution exemplaire à l’éthique dans le sport. Il lui a été remis par Sports Québec.
La ministre Christine St-Pierre lui a décerné en 2018 une médaille Hommage du 50e anniversaire du ministère des Relations internationales et de la Francophonie pour souligner sa contribution au rayonnement international du Québec dans le contrôle antidopage.
En février 2019, au cours d’une cérémonie à la Citadelle de Québec, Julie Payette, gouverneure générale du Canada, lui a remis l’insigne d’Officière de l’Ordre du Canada « pour sa lutte incessante contre le dopage sportif. »

## Honneurs
- 1999 - Scientifique de l'année par la Société Radio-Canada
- 2017 - Prix Hommage Jacques-Beauchamp
- 2018 - Médaille Hommage du 50e anniversaire du ministère des Relations internationales et de la Francophonie[9]
- 2018 -  Officier de l'Ordre du Canada[10]